# Спира Грујић
Спира Грујић (Приштина, 7. децембар 1971) бивши је југословенски и српски фудбалер.

## Клупска каријера
Рођен је у Приштини 7. децембра 1971. године. Играо је на позицији одбрамбеног играча. Прошао је све млађе категорије београдске Црвене звезде, али у тадашњој конкуренцији „црвено-белих” није било места за њега, па је отишао у Раднички из Ниша (1991-95) где је за четири сезоне одиграо 58 првенствених сусрета и постигао 3 гола.
Потом одлази у Белгију и наступа за Р.В.Д. Моленбек (1995-97) и Андерлехт (1997-99), да би најбоље партије пружио у холандском шампионату наступајући за Твенте (1998-2004) и АДО Ден Хаг (2004-06). Са Твентеом је освојио Куп Холандије у сезони 2000/01. Вратио се у Србију и наступао за београдски Рад (2006-07) у коме и завршава играчку каријеру.
Након завршетка играчке каријере, једно време је обављао дужност спортског директора фудбалског клуба Рад из Београда.

## Репрезентативна каријера
За фудбалску репрезентацију СР Југославије је наступио на једном мечу, 16. августа 2000. против Северне Ирске на пријатељској утакмици у Белфасту (победа Југославије 2:1).

## Трофеји
- Твенте
  - Куп Холандије: 2000/01.